# Hälla koloni
Hälla koloni är en stadsdel i det administrativa bostadsområdet Brandthovda-Hälla i Västerås, c:a 5 km öster om centrum.
Hälla koloni är ett område med kolonistugor.
Området avgränsas av E18, Hälla Koloniväg, Väderleksgatan och kanten av grönområdet mot Lillhamra
Området gränsar i norr till Hälla i öster till Hässlö, i söder till Hamre sportfält och i väster till Lillhamra.